# خلع سلاح

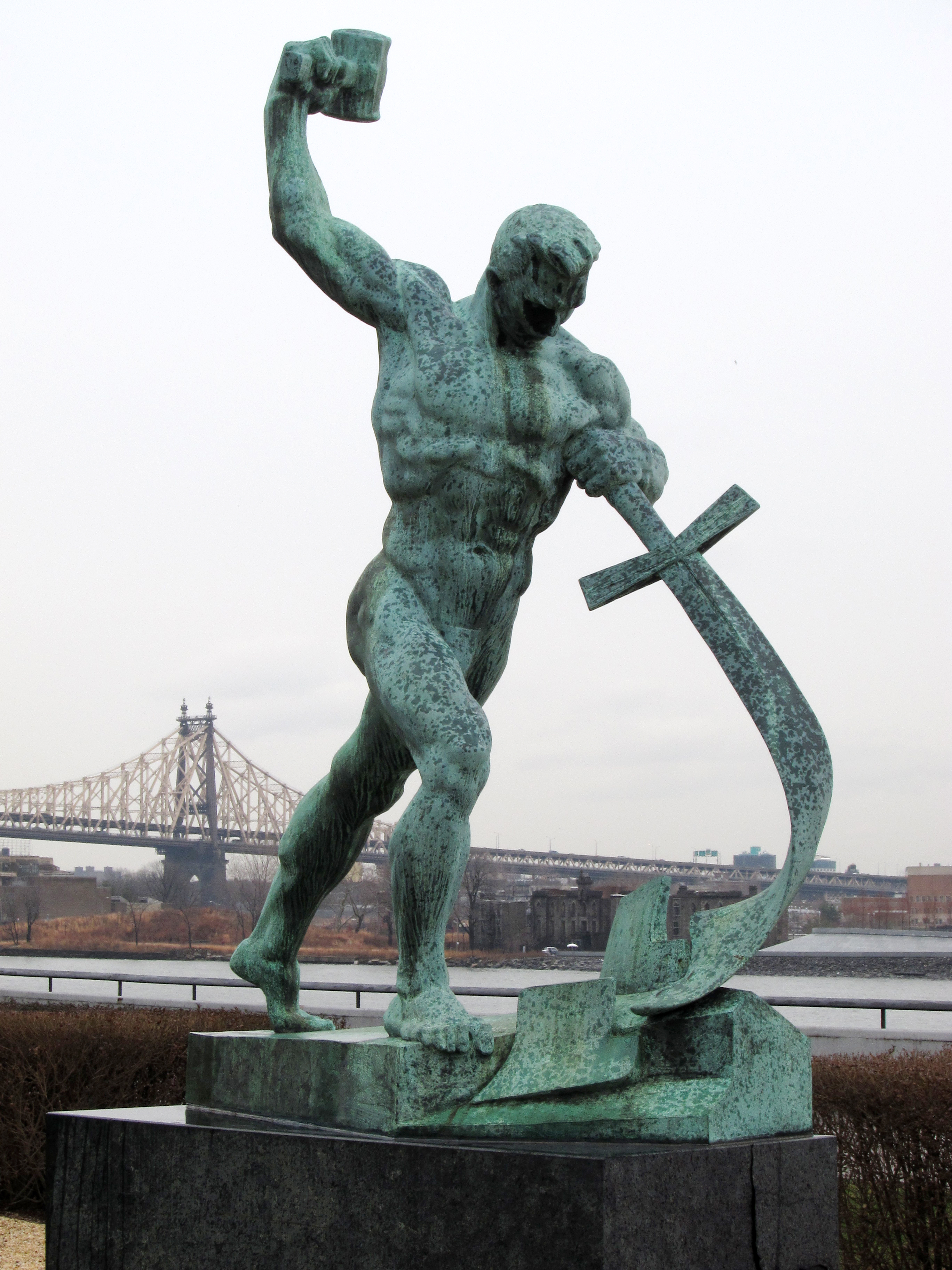
مجسمه‌ای با عنوان بیایید شمشیرها را خیش کنیم در باغچهٔ سازمان ملل متحد

خلع سلاح (انگلیسی: Disarmament) به عمل کاهش، محدودسازی، یا ممنوع کردن جنگ‌افزارها گفته می‌شود و معمولاً به نیروی نظامی یک کشور خاص یا نوعی خاص از اسلحه اشاره دارد. عبارت خلع سلاح برای اشاره به نابودی کامل جنگ‌افزارهای کشتارجمعی مانند جنگ‌افزارهای هسته‌ای به‌کار می‌رود. مجمع عمومی سازمان ملل «خلع سلاح کامل و عمومی» را به شکل نابودی همهٔ جنگ‌افزارهای کشتارجمعی به همراه «کاهش معتدلانهٔ نیروهای مسلح و سلاح‌های متداول، بر پایهٔ اصل امنیت پایدار همهٔ طرف‌ها و در نظر گرفتن حق کشورها برای محافظت از امنیتشان» تعریف می‌کند.